# Sandvoll
Sandvoll är en tätort i Nordre Follo kommun i Akershus fylke i sydöstra Norge. Orten ligger vid fylkesväg 1380, på västra sidan av insjön Langen, nordöst om kommunens centralort Ski.
Tidigare har orten tillhört dåvarande Ski kommun.